# بيتر منديز
بيتر منديز (بالإسبانية: Peter Méndez)‏ (27 يناير 1964 في الأوروغواي - ) هو لاعب كرة قدم أوروغواني في مركز الهجوم. شارك مع منتخب الأوروغواي لكرة القدم. أما مع النوادي، فقد لعب مع الجامعي دي بيرو وديفينسور سبورتينغ وريال مايوركا ونادي ليفربول ونادي ميلوناريوس ويونيون ماغدالينا.

## وصلات خارجية
- بيتر منديز على موقع قاعدة بيانات كرة القدم.إي يو (الإنجليزية)
- بيتر منديز على موقع ناشيونال فوتبول تيمز (الإنجليزية)